# Titularbistum Jamestown
Jamestown ist ein Titularbistum der römisch-katholischen Kirche.
Das in den USA gelegene Bistum wurde am 10. November 1889 aus Gebieten des Apostolischen Vikariates Dakota begründet. Es gehörte der Kirchenprovinz Saint Paul and Minneapolis an und war 92.646 km² groß. Am 6. April 1897 wurde es durch das Bistum Fargo ersetzt.
| Titularbischöfe von Jamestown |                     |                                 |                   |                   |
| Nr.                           | Name                | Amt                             | von               | bis               |
| 1                             | David Zubik         | Weihbischof in Pittsburgh (USA) | 18. Februar 1997  | 10. Oktober 2003  |
| 2                             | Gaetano Aldo Donato | Weihbischof in Newark (USA)     | 21. Mai 2004      | 25. August 2015   |
| 3                             | Gregory Kelly       | Weihbischof in Dallas (USA)     | 16. Dezember 2015 | 20. Dezember 2024 |